# Posoqueria coriacea
Posoqueria coriacea là một loài thực vật có hoa trong họ Thiến thảo. Loài này được M.Martens & Galeotti miêu tả khoa học đầu tiên năm 1844.